# Nurgal (huyện)
Nurgal là một huyện thuộc tỉnh Konar, Afghanistan. Dân số thời điểm năm 1999 là 27,839 người.